# Club de Fútbol Noia
El Club de Fútbol Noia es un club de fútbol español del municipio gallego de Noya, en la provincia de La Coruña. Fue fundado en 1928 y en la temporada 2021-22 compite en el Grupo I de la Tercera División RFEF.

## Historia
El 27 de junio de 2015 logró el ascenso a Tercera División tras la promoción del Pontevedra CF a Segunda División B. El Noia venció la eliminatoria entre los terceros clasificados de la Preferente Autonómica, quedando una plaza libre en la categoría con el ascenso del club pontevedrés.
Ese mismo año, con Yago Iglesias como entrenador, no fue capaz de mantener la categoría y regresó a Preferente tras obtener un 19º puesto. Con la salida del técnico ribeirense a la Sociedad Deportiva Compostela (2004), el conjunto noiés decidió contar con Luís Bonilla al frente del equipo. Tras una temporada impecable los noieses conseguían el 30 de abril de 2017 el título de campeones de Preferente Norte, además del ascenso directo a Tercera División a falta de cuatro jornadas el final de la competición.
Tra obtener el primer puesto, el Noia se enfrentó al Club Deportivo Cultural Areas en la final de campeones por el título absoluto de la Preferente. El partido, que tuvo lugar en el campo de O Vao, acabó con victoria por 2-0 para los de Ponteareas.
Para afrontar la vuelta a Tercera División, los noieses contaron con Jaime Sánchez  como entrenador. No obstante, el regreso a la categoría no fue el esperado: el club acababa la primera vuelta como colista. Antes de finales de año, Jaime abandonaba el banquillo noiés cesado por la actual Directiva del momento, dejando a José Manuel Pose a cargo del club.
En la actualidad, en una temporada atípica 2020-21 debido al Covid y en su segundo año como entrenador Ivan Carril, consigue que el CF Noia acabe como 1º de grupo y se juegue la eliminatoria de ascenso a 3ª, consiguiendo en la 3ª jornada de las 4 en que constaban, el ascenso matemático y como 1º a la 3ª RFEF a falta de un partido. El CF Noia ascendería como primero de la Preferente Norte, acompañado por el Sofan en la 2ª posición.

## Instalaciones
El Club de Fútbol Noia disputa sus partidos en el campo de césped natural en el Estadio Municipal Julio Mato "Matito", en Noia.
Dentro de sus instalaciones se encuentra también un campo de hierba artificial, empleado por las categorías base y el equipo Senior Femenino del club.
Consta de 5 vestuarios (2 bajo las gradas y 3 enfrente a las gradas que incluye para árbitros).